# Andraž Pograjc
Andraž Pograjc, slovenski smučarski skakalec, * 26. september 1991, Trbovlje, Slovenija.

## Kariera
Pograjc je član kluba SSK Costella Ilirija. V svetovnem pokalu je debitiral 10. marca 2013 na tekmi v Lahtiju in s 30. mestom že takoj dosegel prve točke v svetovnem pokalu. Njegov osebni rekord znaša 212,5 metra iz Planice 2013, ko je na posamičnih tekmah dosegel 17. in 24. mesto, na ekipni tekmi pa zmago.

## Svetovni pokal

### Ekipno
| Sezona  | Datum          | Prizorišče         | Mesto |
| ------- | -------------- | ------------------ | ----- |
| 2012-13 | 23. marec 2013 | Planica, Slovenija | 1.    |